# Джошуа, Прем
Прем Джошуа (англ. Prem Joshua, хинди प्रेम जोशुआ) — германский музыкант, мультиинструменталист, композитор, пионер World-музыки.

## Биография
Прем Джошуа родился в Германии в семье музыкантов. С пяти лет он стал обучаться играть на флейте, позже обучился игре на саксофоне. Подростком Джошуа выступал в различных рок, джаз и фьюжн группах как флейтист и саксофонист. Большое впечатление на его музыкальное творчество оказали музыкальные композиции на ситаре Рави Шанкара. В конце 1970-х годов, в возрасте 18 лет, Джошуа оставил дом, школу, свернул свои карьерные планы и отправился в путешествие в Индию, следуя душевному порыву.
В Индии Джошуа встретил индийского гуру и мистика Ошо, приобщившего его к медитации и духовным практикам. Джошуа начал постигать искусство «Внутренней музыки». Несколько лет он прожил в общине Ошо в Пуне, сплотившей множество музыкантов со всего мира. Там Джошуа обучался игре на ситаре у индийского учителя Устада Усман Хана.
В начале 1990-х годов Джошуа вернулся в Европу, где создал уникальный стиль музыки, основанный на синтезе древней музыки Востока с современной музыкой Запада. К настоящему моменту он выпустил более 15 музыкальных альбомов и продолжает выступать с концертами по всему миру.

## Дискография
- No Goal But The Path — с группой Terra Incognita 1991
- Tribal Gathering — с группой Terra Incognita 1992
- Tales of a Dancing River 1993
- Hamsafar 1994
- Desert Visions 1995
- Secret of the Wind 1996
- Mudra 1998
- Sky Kisses Earth 1999
- Dance of Shakti 2001
- Water Down The Ganges — совместно с Manish Vyas 2001
- Shiva Moon — Prem Joshua ремикс Maneesh de Moor 2003
- Dakini Lounge — Prem Joshua Remixed 2003
- Yatri 2004
- Ahir — совместно с Chintan 2006
- Taranga 2006
- Prem Joshua & Band In Concert [LIVE] 2009
- Luminous Secrets 2010
- Kashi: Songs from the India Within — совместно с Chintan 2014
- Breath of Voavah 2017